# Physical modelling
Physical Modelling is een manier van synthetiseren van geluid waarbij echte instrumenten zo natuurgetrouw mogelijk nagebootst worden. Hiervoor wordt niet de klank op zich nagebootst maar wordt de interactie tussen alle fysieke elementen op een instrument en de lucht eromheen en alle eigenschappen hiervan gesimuleerd met behulp van een wiskundig model. Doorgaans is er vrijwel een direct verband tussen de complexiteit van de formules en de realiteit.
Het voordeel van physical modelling is dat een groot scala aan klankparameters gemoduleerd (beïnvloed) kunnen worden, terwijl er slechts een getal of variabele in de formule veranderd moet worden. Dit in tegenstelling tot het gebruik van samples of andere methodes van synthese.
Een voorbeeld hiervan is een fluit, waarbij de zuiverheid van de toon afhankelijk is van de kracht van aanblazen. Bij zacht aanblazen zal de fluit alleen wat geruis produceren, bij normaal aanblazen een normale toon, maar bij hard aanblazen weer meer ruis en boventonen. Bij een voldoende nauwkeurig fysiek model van de fluit zal dit gedrag goed benaderd worden, terwijl het effect bijvoorbeeld bij subtractieve synthese benaderd moet worden met een extra modulatiebron, een variabele ruisgenerator en filters.
De Yamaha VL1 was een voorloper voor wat betreft de toepassing van physical modelling in synthesizers. De 3-octaafs monofone Korg Prophecy was de eerste synthesizer die een betrouwbare (en betaalbare) vorm van physical modelling op de markt bracht. Met name de blaasinstrumenten klinken zeer levensecht, een van de redenen waarom toetsen-goeroe Joe Zawinul de Prophecy tot een van zijn centerpieces heeft gemaakt. Later zijn de succesvol toegepaste geluids-algoritmen van de Prophecy doorgezet naar de Korg Trinity 5-octaafs synthesizer waarvan de geluidssynthese ook gebaseerd is op physical modelling, zij het in iets 'afgeslankte' vorm. De 12-stemmige synthesizer Z1 van Korg zou men daarentegen als een opvolger met uitbreiding van de mogelijkheden van de Prophecy kunnen zien. De Z1 heeft naast de modellen uit de Prophecy extra modellen die voor polyfoon spelen zinvol zijn, zoals orgel, elektrische piano en virtueel analoge synthesizeroscillatoren.
Andere bekende synthesizers met dit syntheseprincipe zijn de Yamaha VL70-m en Yamaha AN1x.